# Pardalaspinus vittatus
Pardalaspinus vittatus är en tvåvingeart som först beskrevs av Hardy 1973.  Pardalaspinus vittatus ingår i släktet Pardalaspinus och familjen borrflugor. Inga underarter finns listade i Catalogue of Life.